# Villa del Campo
Villa del Campo est une commune de la province de Cáceres dans la communauté autonome d'Estrémadure en Espagne.